# 航空衛星センター
航空衛星センターは、かつて設置されていた国土交通省の出先機関の一種。地方支分部局である東京航空局に常陸太田航空衛星センター、大阪航空局に神戸航空衛星センターの2つが置かれていた。

## 概要
運輸多目的衛星（MTSAT）の位置・姿勢及び運用状況等の監視・制御を行うとともに、MTSATを介して航空機と航空交通管制機関（航空交通管理センター）との管制通信・データ通信等の 中継及び衛星航法のための補強信号の作成・提供を行うことを主目的としていた。運用の継続性、信頼性を考慮し、大阪航空局管区（神戸）と東京航空局（常陸太田）に1ヵ所ずつ設けていた。
宇宙航空研究開発機構（JAXA）と内閣府の特別の機関の宇宙開発戦略推進事務局が管轄する準天頂衛星システム「みちびき」の主管制施設および、それを運用する準天頂衛星システムサービス株式会社の事業所も併設され、このうち常陸太田局には、追跡管制局も設置されている。
2019年をもってMTSATの運用が終了となり、令和元年度末に航空衛星センターは組織上廃止となった（令和2年国土交通省令第33号）。常陸太田および神戸の各施設は準天頂衛星システム「みちびき」の主管制施設として存続しており、組織上は本省航空局の性能評価センターの施設となっている。また、神戸航空衛星センターについては神戸航空交通管制部（神戸コントロール；神戸ACC）に転用の方針となり、2018年10月1日より神戸ACCの運用を開始した。

## 常陸太田航空衛星センター
常陸太田航空衛星センターは、茨城県常陸太田市白羽町朝日向1715に所在する、東京航空局の出先機関である。
北海道から信越地方・静岡県までの18都道県を管轄。

## 神戸航空衛星センター
神戸航空衛星センターは、兵庫県神戸市西区井吹台東町7丁目6－2に所在する、大阪航空局の出先機関である。富山県・岐阜県・愛知県から沖縄県までの29府県を管轄。

### 沿革
- 1997年（平成9年）4月 - 大阪空港事務所に神戸航空衛星センター準備室を設置。
- 1998年（平成10年）4月 - 大阪航空局に神戸航空衛星センター準備室を設置し、現在地に移転。
- 1999年（平成11年）4月 - 大阪航空局神戸航空衛星センターとして発足。
- 2005年（平成17年）
  - 2月26日 - 運輸多目的衛星（MTSAT-1R）打ち上げ。
  - 3月5日 - 運輸多目的衛星（MTSAT-1R）静止軌道上に配置完了。
- 2017年（平成29年）4月 - センター内に神戸管制部準備室を設置。

- 2018年（平成30年）10月1日 - 施設内に神戸航空交通管制部発足。
- 2019年（令和2年）- 神戸航空衛星センター廃止。